# NGC 4185
NGC 4185 is een spiraalvormig sterrenstelsel in het sterrenbeeld Hoofdhaar. Het hemelobject werd op 11 april 1785 ontdekt door de Duits-Britse astronoom William Herschel.

## Synoniemen
- UGC 7225
- MCG 5-29-38
- ZWG 158.47
- PGC 38995